# 홀로그래픽 디스플레이
홀로그래픽 디스플레이(Holographic display) 또는 홀로그램 디스플레이는 홀로그래피 기술을 이용한 3차원 디스플레이이다. 홀로그램 디스플레이는 빛의 회절을 활용하여 3차원 이미지를 시청자에게 표시하는 3차원 디스플레이 유형이다. 홀로그램 디스플레이는 영상을 보기 위해 뷰어가 특수 안경을 착용하거나 외부 장비를 사용할 필요가 없으며 융합-조절 충돌을 일으키지 않는다는 점에서 다른 형태의 3D 디스플레이와 구별된다.
일부 시중에서 판매되는 3D 디스플레이는 홀로그램으로 광고되지만 실제로는 멀티스코픽(multiscopic)이다.